# Список серій аніме «Хроніки дванадцяти королівств»
В цій статті наведено список серій аніме-серіалу «Хроніки дванадцяти королівств», який засновано на серії романів Оно Фуюмі. Аніме з 45 серій виходило з 9 квітня 2002 по 30 серпня 2003 на телеканалі NHK. В Україні серіал транслював телеканал Тоніс.

## Список серій
| №  | Назва серії японською та її транскрипція українською            | Назва серії українською                                | Дата показу       |
| -- | --------------------------------------------------------------- | ------------------------------------------------------ | ----------------- |
| 1  | 月の影 影の海 一章 Цукі но каґе каґе но умі ісьо                | Тінь місяця, Море тіней — частина 1                    | 9 квітня 2002     |
| 2  | 月の影 影の海 二章 Цукі но каґе каґе но умі нісьо               | Тінь місяця, Море тіней — частина 2                    | 16 квітня 2002    |
| 3  | 月の影 影の海 三章 Цукі но каґе каґе но умі сансьо              | Тінь місяця, Море тіней — частина 3                    | 23 травня 2002    |
| 4  | 月の影 影の海 四章 Цукі но каґе каґе но умі йонсьо              | Тінь місяця, Море тіней — частина 4                    | 30 травня 2002    |
| 5  | 月の影 影の海 五章 Цукі но каґе каґе но умі ґосьо               | Тінь місяця, Море тіней — частина 5                    | 7 травня 2002     |
| 6  | 月の影 影の海 六章 Цукі но каґе каґе но умі росьо               | Тінь місяця, Море тіней — частина 6                    | 21 травня 2002    |
| 7  | 月の影 影の海 七章 Цукі но каґе каґе но умі сітісьо             | Тінь місяця, Море тіней — частина 7                    | 28 травня 2002    |
| 8  | 月の影 影の海 八章 Цукі но каґе каґе но умі хасьо               | Тінь місяця, Море тіней — частина 8                    | 4 червня 2002     |
| 9  | 月の影 影の海 九章 Цукі но каґе каґе но умі кюсьо               | Тінь місяця, Море тіней — частина 9                    | 11 червня 2002    |
| 10 | 月の影 影の海 十章 Цукі но каґе каґе но умі юсьо                | Тінь місяця, Море тіней — частина 10                   | 18 червня 2002    |
| 11 | 月の影 影の海 十一章 Цукі но каґе каґе но умі юісьо             | Тінь місяця, Море тіней — частина 11                   | 25 червня         |
| 12 | 月の影 影の海 十二章 Цукі но каґе каґе но умі юнісьо            | Тінь місяця, Море тіней — частина 12                   | 2 липня 2002      |
| 13 | 月の影 影の海 終章 Цукі но каґе каґе но умі сюсьо               | Тінь місяця, Море тіней — частина 13                   | 9 липня 2002      |
| 14 | 月の影 影の海 転章 Цукі но каґе каґе но умі тенсьо              | Тінь місяця, Море тіней — частина підсумкова           | 16 липня 2002     |
| 15 | 風の海 迷宮の岸 一章 Кадзе но умі мейкю но кісі ісьо            | Море вітру, Берег лабіринту — частина 1                | 3 вересня 2002    |
| 16 | 風の海 迷宮の岸 二章 Кадзе но умі мейкю но кісі нісьо           | Море вітру, Берег лабіринту — частина 2                | 10 вересня 2002   |
| 17 | 風の海 迷宮の岸 三章 Кадзе но умі мейкю но кісі саншьо          | Море вітру, Берег лабіринту — частина 3                | 17 вересня 2002   |
| 18 | 風の海 迷宮の岸 四章 Кадзе но умі мейкю но кісі йонсьо          | Море вітру, Берег лабіринту — частина 4                | 24 вересня 2002   |
| 19 | 風の海 迷宮の岸 五章 Кадзе но умі мейкю но кісі ґосьо           | Море вітру, Берег лабіринту — частина 5                | 1 жовтня 2002     |
| 20 | 風の海 迷宮の岸 終章 Кадзе но умі мейкю но кісі сюсьо           | Море вітру, Берег лабіринту — частина підсумкова       | 8 жовтня 2002     |
| 21 | 風の海 迷宮の岸 転章 Кадзе но умі мейкю но кісі тенсьо          | Море вітру, Берег лабіринту — ремінісенція             | 15 жовтня 2002    |
| 22 | 書簡 Шьокан                                                     | Море вітру, Берег лабіринту — лист                     | 22 жовтня 2002    |
| 23 | 風の万里 黎明の空 一章 Кадзе но барі реймей но сора ісьо        | Далека подорож, Небо на світанку — частина 1           | 29 жовтня 2002    |
| 24 | 風の万里 黎明の空 二章 Кадзе но барі реймей но сора нісьо       | Далека подорож, Небо на світанку — частина 2           | 5 листопада 2002  |
| 25 | 風の万里 黎明の空 三章 Кадзе но барі реймей но сора сансьо      | Далека подорож, Небо на світанку — частина 3           | 12 листопада 2002 |
| 26 | 風の万里 黎明の空 四章 Кадзе но барі реймей но сора йонсьо      | Далека подорож, Небо на світанку — частина 4           | 19 листопада 2002 |
| 27 | 風の万里 黎明の空 五章 Кадзе но барі реймей но сора ґосьо       | Далека подорож, Небо на світанку — частина 5           | 26 листопада 2002 |
| 28 | 風の万里 黎明の空 六章 Кадзе но барі реймей но сора росьо       | Далека подорож, Небо на світанку — частина 6           | 3 грудня 2002     |
| 29 | 風の万里 黎明の空 七章 Кадзе но барі реймей но сора сітісьо     | Далека подорож, Небо на світанку — частина 7           | 10 грудня 2002    |
| 30 | 風の万里 黎明の空 八章 Кадзе но барі реймей но сора хасьо       | Далека подорож, Небо на світанку — частина 8           | 17 грудня         |
| 31 | 風の万里 黎明の空 転章 Кадзе но барі реймей но сора тенсьо      | Далека подорож, Небо на світанку — ремінісенція        | 7 січня 2003      |
| 32 | 風の万里 黎明の空 九章 Кадзе но барі реймей но сора кюсьо       | Далека подорож, Небо на світанку — частина 9           | 14 січня 2003     |
| 33 | 風の万里 黎明の空 十章 Кадзе но барі реймей но сора юсьо        | Далека подорож, Небо на світанку — частина 10          | 21 січня 2003     |
| 34 | 風の万里 黎明の空 十一章 Кадзе но барі реймей но сора дзюїсьо   | Далека подорож, Небо на світанку — частина 11          | 28 січня 2003     |
| 35 | 風の万里 黎明の空 十二章 Кадзе но барі реймей но сора дюнісьо   | Далека подорож, Небо на світанку — частина 12          | 4 лютого 2003     |
| 36 | 風の万里 黎明の空 十三章 Кадзе но барі реймей но сора дзюсансьо | Далека подорож, Небо на світанку — частина 13          | 18 лютого 2003    |
| 37 | 風の万里 黎明の空 十四章 Кадзе но барі реймей но сора дзюйонсьо | Далека подорож, Небо на світанку — частина 14          | 25 лютого 2003    |
| 38 | 風の万里 黎明の空 十五章 Кадзе но барі реймей но сора дзюґосьо  | Далека подорож, Небо на світанку — частина 15          | 4 березня 2003    |
| 39 | 風の万里 黎明の空 終章 Казе но барі реімеі но сора шюшьо        | Далека подорож, Небо на світанку — підсумкова частина  | 11 березня 2003   |
| 40 | 乗月 Дзьоґецу                                                   | У місячному сяйві                                      | 5 липня 2003      |
| 41 | 東の海神 西の滄海 一章 Хіґасі но ватацумі нісі но сокай ісьо    | Бог моря на Сході, Море на Заході — частина 1          | 26 липня 2003     |
| 42 | 東の海神 西の滄海 二章 Хіґасі но ватацумі нісі но сокай нісьо   | Бог моря на Сході, Море на Заході — частина 2          | 2 серпня 2003     |
| 43 | 東の海神 西の滄海 三章 Хіґасі но ватацумі нісі но сокай сансьо  | Бог моря на Сході, Море на Заході — частина 3          | 16 серпня 2003    |
| 44 | 東の海神 西の滄海 終章 Хіґасі но ватацумі нісі но сокай сюсьо   | Бог моря на Сході, Море на Заході — підсумкова частина | 23 серпня 2003    |
| 45 | 東の海神 西の滄海 転章 Хіґасі но ватацумі нісі но сокай тенсьо  | Бог моря на Сході, Море на Заході — ремінісенція       | 30 серпня 2003    |